# Myszowory
Myszowory (Phascogalinae) – podrodzina ssaków z rodziny niełazowatych (Dasyuridae).

## Występowanie
Podrodzina obejmuje gatunki występujące w Australii, Indonezji i na Nowej Gwinei.

## Podział systematyczny
Do podrodziny należą następujące rodzaje:
- Antechinus Macleay, 1841 – chutliwiec
- Murexia Tate & Archbold, 1937 – myszołaz
- Phascogale Temminck, 1824 – myszowór